# Satana
Satana is een nagar panchayat (plaats) in het district Nashik van de Indiase staat Maharashtra. 

## Demografie
Volgens de Indiase volkstelling van 2001 wonen er 32.551 mensen in Satana, waarvan 52% mannelijk en 48% vrouwelijk is. De plaats heeft een alfabetiseringsgraad van 75%. 